# 斯拉夫霍罗德 (第聂伯罗彼得罗夫斯克州)
48°6′52″N 35°30′47″E / 48.11444°N 35.51306°E

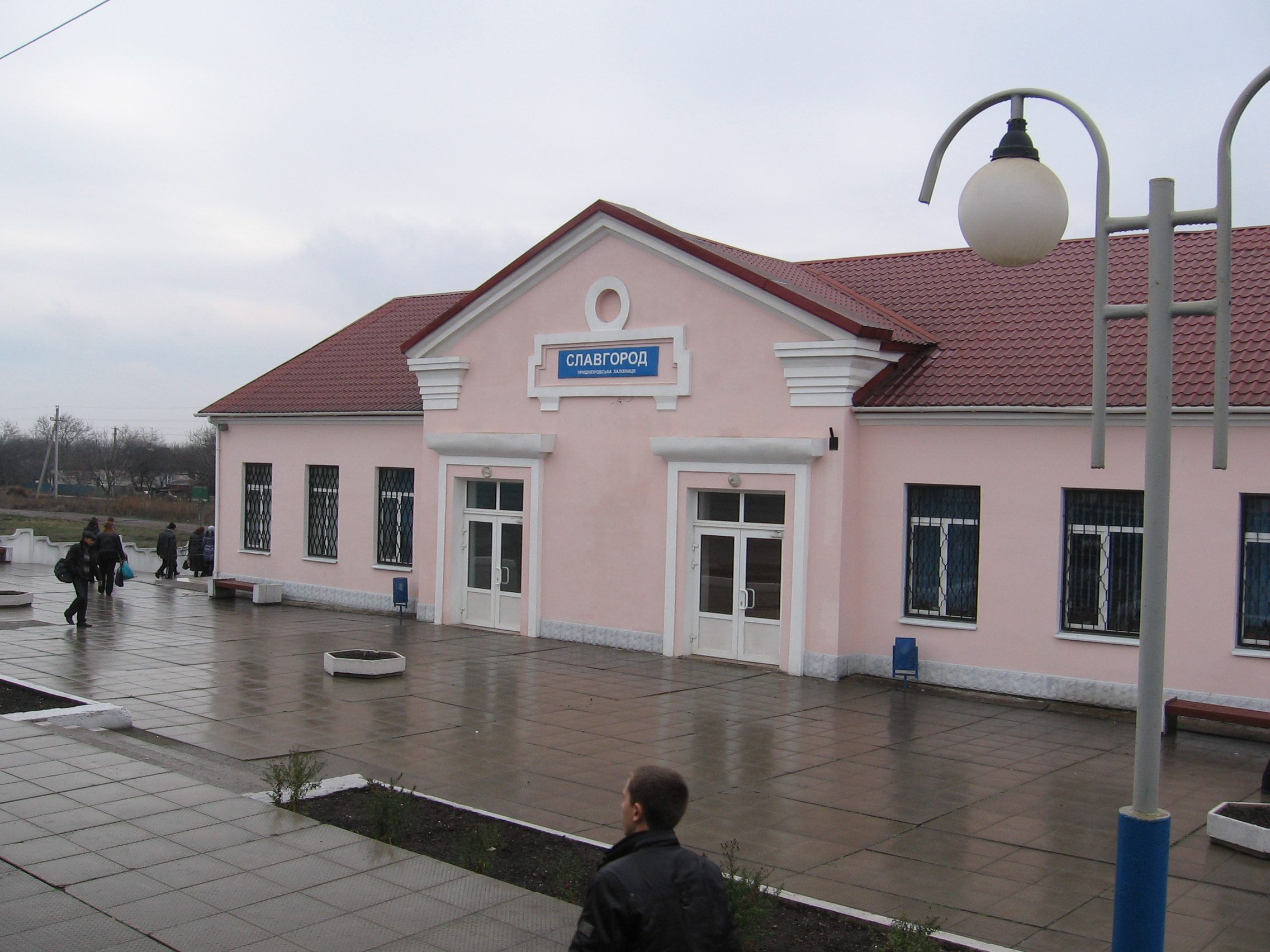
火车站

斯拉夫霍羅德（烏克蘭語：Славгород），又按俄语读音译为斯拉夫哥罗德，是位於烏克蘭中部的市級鎮，由第聶伯羅彼得羅夫斯克州裡錫內利尼科韋區的斯拉夫霍羅德市鎮負責管轄，始建於十九世紀，面積3.94平方公里，海拔高度159米，2014年人口2,284，人口密度每平方公里580人。